# Ans Timmermans
Ans Timmermans   (Rotterdam, 10 d'abril de 1919 - Melbourne, 21 d'agost de 1958) va ser una nedadora neerlandesa que va competir durant la dècada de 1930.
El 1934 guanyà la medalla d'or en els 4×100 metres lliures del Campionat d'Europa de natació de Magdeburg. Dos anys més tard, als Jocs Olímpics de Berlín, quedà eliminada en sèmifinals en els 400 metres lliures.